# Pietro IV Candiano
Pietro IV Candiano (fall. en 976) fue el vigésimo segundo (tradicional) o vigésimo (histórica) dux de Venecia desde 959 hasta su muerte. Era el hijo mayor de Pedro III Candiano, con quien co-reinó y que fue elegido para la sucesión.

## Ascenso
Al asociar a su hijo con él en el dogado, Pietro III estaba tratando de establecer una monarquía hereditaria en Venecia. Esto provocó la ira de la gente, que, en una asamblea popular, trataron de matar al dux. Pietro IV intervino para salvar la vida de su padre y le exilió con un pequeño grupo de seguidores a Ivrea, donde el margraveGuido le llevó con su padre, el rey de Italia , Berengario II.
Pietro III luego participó con Guido en una expedición contra Teobaldo II, duque de Spoleto, y obtuvo el apoyo de Berengario para un asalto en Venecia. A la cabeza de una banda de partidarios, Pietro IV derrotó a su padre, pero no le mató. Luego fue elegido único dux.

## Dogado
Uno de sus primeros actos como dux fue el cegamiento y la expulsión del obispo de Castello, acusado de simonía. En junio de 960, volvió a convocar la asamblea popular, donde se aprobó una ley que prohibía el comercio de esclavos.
Por razones políticas, Pietro repudió a su primera esposa Joan, obligándola a entrar en el convento de Santa Zaccaria. Había tenido dos hijos a través de ella: su hijo Vitale fue elegido más tarde dux y su hija Marina estaba casada con Tribuno Memmo, un futuro dogo. En 966, Pietro volvió a casarse con la lombarda Waldrada de Toscana, hija de Hubert, duque de Spoleto, y pariente del emperador Otón I. Como pariente también del rey de Italia, Waldrada le trajo una gran dote incluyendo la posesión de Treviso, el Friul y Ferrara .
El 2 de diciembre de 967, Pietro obtuvo del emperador la renovación de una serie de privilegios comerciales, no solo para los venecianos en general, sino también para él y su familia en particular. Si bien esto tensó las relaciones con el imperio de Occidente, esto enfureció en gran medida el emperador de Oriente, Juan I. Juan amenazó con la guerra si los venecianos no paraban de contrabandear con los sarracenos contra los que Juan estaba entonces luchando ferozmente en múltiples frentes. En 971, Pietro tuvo que dar su consentimiento para poner fin al comercio con los musulmanes.

## Muerte
En 973, muere Otón I, protector de Pedro IV. Su sucesor, Otón II, estaba ocupado con las revueltas en Alemania por lo que los venecianos que se oponían a Pietro encontraron su oportunidad para deponerle entonces. Le encerraron en su palacio ducal y le prendieron fuego. Sin embargo, el fuego se extendió a la zona limítrofe y a la basílica de San Marcos. En poco tiempo, la mayor parte de la ciudad fue quemada. El dux y su joven hijo por Waldrada, Pietro, fueron asesinados y sus cuerpos arrojados en el matadero, pero luego fueron recuperados y respetuosamente enterrados en la iglesia de Sant'Ilario. Waldrada sobrevivió y el sucesor de su esposo, Pedro Orseolo, la dejó una herencia a fin de no irritar al emperador y dirigir su atención a los acontecimientos recientes y sus autores en Venecia. Vitale, hijo sobreviviente de Pietro IV, huyó a Sajonia, donde conspiró contra el nuevo dux.